# Beto (Fußballspieler, 1981)
André Roberto Soares da Silva, bekannt als Beto (* 25. Oktober 1981 in São Carlos), ist ein ehemaliger brasilianischer Fußballspieler.

## Karriere
Beto begann mit dem Profifußball bei SC Ulbra. Anschließend spielte er bei Ferro Carril Oeste und Criciúma EC.
In der europäischen Sommertransferperiode 2007 wechselte er in die bulgarische Liga zu Litex Lowetsch. Nach einer halbjährigen Tätigkeit hier, wechselte er in die Türkei zu Gaziantepspor. Hier spielte er dreieinhalb Spielzeiten lang. Die Rückrunde der Saison 2010/11 verbrachte er bei Bucaspor.
Zur Saison 2011/12 löste er sein Vertrag mit Gaziantepspor nach gegenseitigem Einverständnis und wechselte innerhalb der Liga zum Aufsteiger Mersin İdman Yurdu. Er wurde hierher auf Wunsch des Trainers Nurullah Sağlam geholt, mit dem Beto bereits bei Gaziantepspor erfolgreich zusammenarbeitete. Am Ende der Saison 2011/12 wurde bekanntgegeben, dass der auslaufende Vertrag mit Mersin İY nicht verlängert wurde.
Beto begann ab Sommer 2012 seine Karriere in Aserbaidschan fortzusetzen und spielte für FK Xəzər Lənkəran. Bereits Anfang 2013 verließ er diesen Verein und wechselte in seine Heimat zum Camboriú FC. Nach Abschluss der Saison war Beto zunächst ohne Kontrakt. 2015 unterschrieb er beim EC Novo Hamburgo für die Austragung der Staatsmeisterschaft.